# Ziu Paddori
Ziu Paddori è una commedia in tre atti, in sardo campidanese, di Efisio Vincenzo Melis.
Ziu Paddori è l'opera teatrale probabilmente più nota in lingua sarda, ancora rappresentata da attori professionisti e dilettanti e ancora trasmessa in radio e televisioni della Sardegna. Da un secolo pezzo forte non solo delle filodrammatiche amatoriali, è stata rappresentata innumeri volte e pubblicata anche alla macchia a partire dalla prima edizione del 1919.
Ziu Paddori è però anche il testo teatrale più noto e rappresentato di un repertorio popolare, colto e semicolto, che usa un patrimonio autoriale in sardo di parecchi altri autori più o meno noti, le cui opere sono tuttora rappresentate nell'isola, quali Antonio Garau e Michelangelo Pira.
Durante il Novecento ha dedicato molto a questa commedia e al personaggio di Ziu Paddori la famiglia di attori Figli d'arte Medas. I Paddoris più noti sono infatti Antonino Medas, Mario Medas e suo figlio Gianluca Medas (di Guasila, dove è attivo un Teatro Fratelli Medas), la cui madre e nonna, Rachele, recitò con successo il personaggio di Antioga, moglie di Paddori, nelle prime rappresentazioni cagliaritane del 1919 al teatro Politeama.
La popolare figura di Ziu Paddori, tipico pastore sardo tra Otto e Novecento, diventato quasi una maschera come quelle della commedia dell'arte, è stata spesso discussa da intellettuali sardi, come Francesco Masala, Michelangelo Pira, Giulio Angioni, Sergio Bullegas, a proposito della sua rappresentatività socio-culturale e identitaria sarda.